# Các ngày lễ ở Việt Nam
Các ngày lễ ở Việt Nam được tiến hành theo:

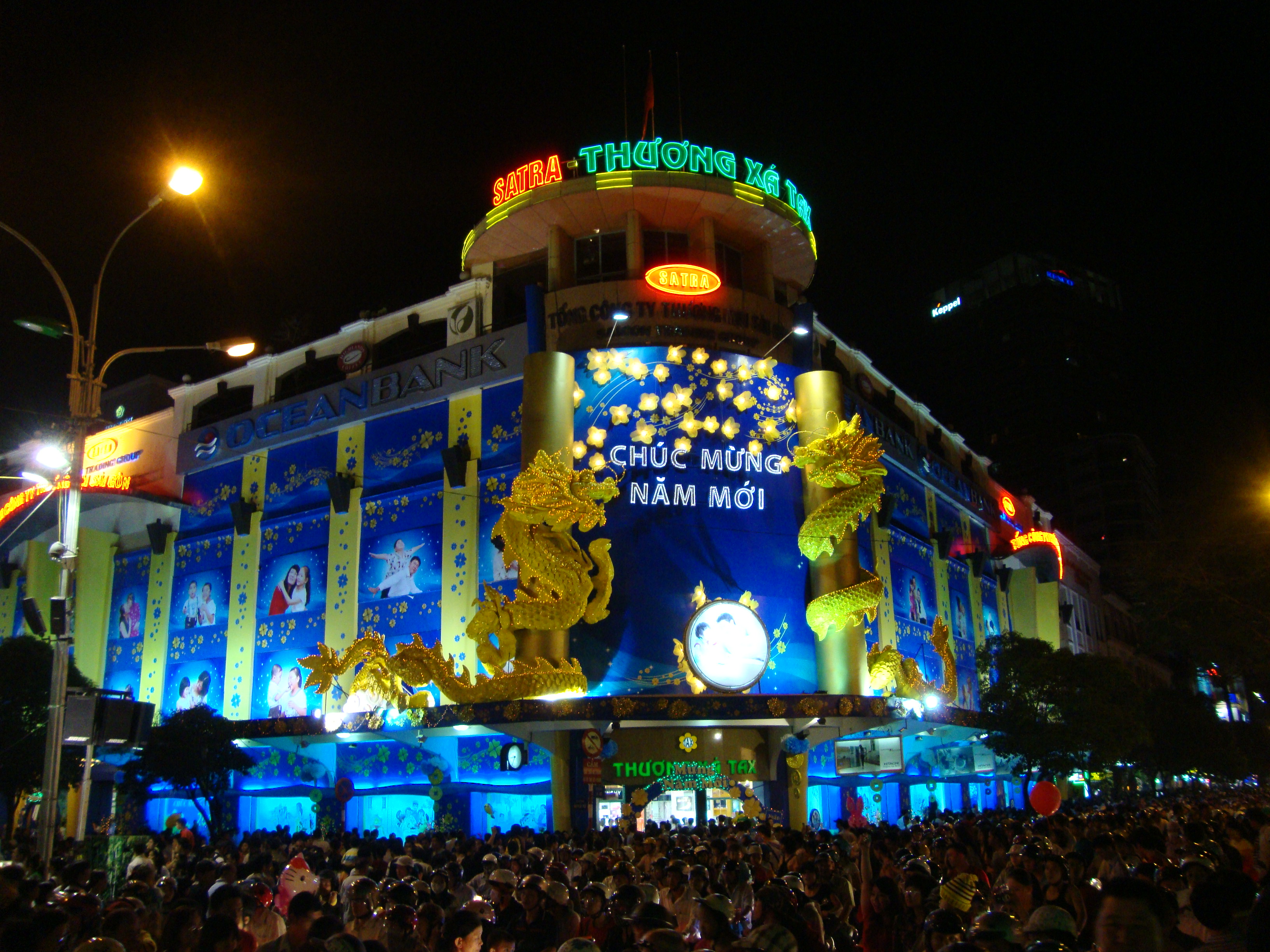
Thương xá TAX trong dịp Tết Nguyên Đán năm 2012, kỳ nghỉ lễ quan trọng nhất ở Việt Nam

## Những ngày lễ và đại lễ được nghỉ
Các ngày lễ sau người lao động được nghỉ và hưởng nguyên lương:
| Tên gọi                                       | Ngày tháng                                            | Ý nghĩa                                                   | Số ngày nghỉ |
| --------------------------------------------- | ----------------------------------------------------- | --------------------------------------------------------- | ------------ |
| Tết Dương Lịch                                | 1 tháng 1                                             | Ngày lễ Tết Quốc tế của hầu hết các quốc gia.             | 1            |
| Tết Nguyên Đán                                | Ngày cuối tháng Chạp đến mồng 4 tháng Giêng (Âm lịch) | Tết cổ truyền dân tộc.                                    | 5            |
| Giỗ Tổ Hùng Vương                             | 10 tháng 3 (âm lịch)                                  | Tưởng nhớ đến công ơn dựng nước của các Vua Hùng.         | 1            |
| Ngày Giải phóng miền Nam, Thống nhất đất nước | 30 tháng 4                                            | Thống nhất hai miền Nam - Bắc Việt Nam.                   | 1            |
| Ngày Quốc tế Lao động                         | 1 tháng 5                                             | Kỷ niệm ngày của người lao động toàn thế giới.            | 1            |
| Ngày Quốc khánh                               | 2 tháng 9 và 1 ngày liền kề trước hoặc sau            | Kỷ niệm ngày Chủ tịch Hồ Chí Minh đọc tuyên ngôn độc lập. | 2            |

## Hội Văn hoá Dân tộc
Một số lễ hội văn hóa của người Kinh:
| Ngày tháng (Âm lịch)                 | Tên                    | Địa điểm                                 |
| ------------------------------------ | ---------------------- | ---------------------------------------- |
| 4 tháng 1 - 16 tháng 1               | Hội Xuân Núi Bà        | Tây Ninh                                 |
| 5 tháng 1                            | Hội Gò Đống Đa         | Đống Đa, Hà Nội Tây Sơn, Gia Lai         |
| 6 tháng 1 - 10 tháng 1               | Hội đền Hai Bà Trưng   | Mê Linh, Hà Nội                          |
| 6 tháng 1 đến hạ tuần tháng 3        | Hội Chùa Hương         | Mỹ Đức, Hà Nội                           |
| 8 tháng 1 - 10 tháng 1               | Hội Chùa Đậu           | Thường Tín, Hà Nội                       |
| Một ngày trong tháng 3               | Lễ hội đua Voi         | Buôn Ma Thuột, Đắk Lắk                   |
| 13 tháng 1                           | Hội Lim                | Tiên Du, Bắc Ninh                        |
| 16 tháng 1 - 22 tháng 1              | Hội Côn Sơn            | Hải Dương                                |
| 1 tháng 3 - 9 tháng 3                | Hội Phủ Dầy            | Nam Định                                 |
| 5 tháng 3 - 7 tháng 3                | Hội Chùa Thầy          | Quốc Oai, Hà Nội                         |
| 6 tháng 3 đến hết 8 tháng 3          | Hội Chùa Tây Phương    | Thạch Thất - Hà Nội                      |
| 8 tháng 3 - 11 tháng 3               | Lễ hội Hoa Lư          | Hoa Lư, Ninh Bình                        |
| 14,15,16 tháng 3 - 14,15,16 tháng 11 | Lễ hội Gò Tháp         | Tháp Mười - Đồng Tháp                    |
| 10 tháng 3                           | Giỗ Tổ Hùng Vương      | Việt Trì, Phú Thọ                        |
| Tháng 3                              | Hội Đâm Trâu           | Buôn Ma Thuột, Đắk Lắk                   |
| 9 tháng 4                            | Hội Gióng              | Phù Đổng, Gia Lâm, Hà Nội                |
| 23 tháng 4 - 27 tháng 4              | Hội Bà Chúa Xứ         | Châu Đốc, An Giang                       |
| 2 tháng 8                            | Hội Lăng Lê Văn Duyệt  | TP Hồ Chí Minh                           |
| 9 tháng 8                            | Hội Chọi Trâu Đồ Sơn   | Hải Phòng                                |
| 14 tháng 8 - 16 tháng 8              | Hội Nghinh Ông         | Tiền Giang, Bến Tre, TP. HCM, Bình Thuận |
| 15 tháng 8 - 20 tháng 8              | Hội Côn Sơn - Kiếp Bạc | Hải Dương                                |

## Những ngày lễ, đại lễ và ngày kỷ niệm khác

### Theo dương lịch
| Ngày tháng năm          | Tên |
| ----------------------- | --- |
| 9 tháng 1               | Ngày Truyền Thống Học sinh, Sinh viên Việt Nam (1950) |
| 3 tháng 2               | Ngày thành lập Đảng Cộng sản Việt Nam (1930) |
| 27 tháng 2              | Ngày Thầy thuốc Việt Nam (1955) |
| 1 tháng 3               | Ngày sinh của Đồng chí Phạm Văn Đồng (1906) |
| 3 tháng 3               | Ngày Truyền Thống Bộ đội Biên phòng (1959) |
| 8 tháng 3               | Ngày Quốc tế Phụ nữ (1910) |
| 20 tháng 3              | Ngày Quốc tế Hạnh phúc |
| 22 tháng 3              | Ngày Nước sạch Thế giới |
| 26 tháng 3              | Ngày thành lập Đoàn Thanh niên Cộng sản Hồ Chí Minh (1931) |
| 27 tháng 3              | Ngày Thể thao Việt Nam (1991) |
| 28 tháng 3              | Ngày thành lập Lực Lượng Dân Quân Tự Vệ (1935) |
| 21 tháng 4              | Ngày sách Việt Nam (2014) |
| 29 tháng 4              | Ngày mất của Đồng chí Phạm Văn Đồng (2000) |
| 30 tháng 4              | Ngày Giải phóng Miền Nam, Thống nhất Đất nước (1975) |
| 1 tháng 5               | Quốc tế lao động (1886) Ngày phát sóng đầu tiên của Đài Truyền hình Thành phố Hồ Chí Minh                                                                                            |
| 6 tháng 5               | Ngày giỗ của Đồng chí Phạm Văn Đồng (2000) |
| 7 tháng 5               | Ngày chiến thắng Điện Biên Phủ (1954) |
| 15 tháng 5              | Ngày thành lập Đội Thiếu niên Tiền phong Hồ Chí Minh (1941) |
| 19 tháng 5              | Ngày sinh của Chủ tịch Hồ Chí Minh (1890) Ngày thành lập Mặt trận Việt Minh (1941)                                                                                                   |
| 1 tháng 6               | Ngày Quốc tế Thiếu nhi |
| 5 tháng 6               | Ngày Bác Hồ ra đi tìm đường cứu nước (1911) Ngày Môi trường Thế giới |
| 21 tháng 6              | Ngày Báo chí Cách mạng Việt Nam (1925) |
| 28 tháng 6              | Ngày Gia đình Việt Nam (2001) |
| 1 tháng 7               | Ngày Bảo hiểm Y tế Việt Nam (2009) |
| 15 tháng 7              | Ngày Truyền thống Lực lượng Thanh niên xung phong Việt Nam (1950) |
| 27 tháng 7              | Ngày Thương binh Liệt sĩ (1947) |
| 28 tháng 7              | Ngày thành lập Công đoàn Việt Nam (1929) |
| 19 tháng 8              | Ngày Cách mạng tháng Tám thành công (1945) Ngày thành lập CAND Việt Nam (1945) Ngày hội Toàn dân bảo vệ an ninh Tổ quốc (2005) Ngày thành lập Đài Truyền hình Kỹ thuật số VTC (2004) |
| 2 tháng 9               | Ngày Quốc khánh (1945) Ngày mất của Chủ tịch Hồ Chí Minh (1969) |
| 7 tháng 9               | Ngày thành lập Đài Tiếng nói Việt Nam (1945) Ngày thành lập Đài Truyền hình Việt Nam (1970)                                                                                          |
| 10 tháng 9              | Ngày thành lập Mặt trận Tổ quốc Việt Nam (1955) |
| 2 tháng 10              | Ngày Khuyến học Việt Nam (1996) |
| 10 tháng 10             | Ngày giải phóng thủ đô (1954) Thăng Long - Hà Nội (1010) Ngày Truyền thống Luật sư Việt Nam (1945)                                                                                   |
| 14 tháng 10             | Ngày thành lập Hội Nông dân Việt Nam (1930) |
| 15 tháng 10             | Ngày truyền thống Hội Liên hiệp Thanh niên Việt Nam (1956) |
| 20 tháng 10             | Ngày Phụ nữ Việt Nam (1930) |
| 9 tháng 11              | Ngày Pháp luật Việt Nam (1946) |
| 18 tháng 11             | Ngày Thành lập Mặt trận Dân tộc Thống nhất Việt Nam (1930) |
| 19 tháng 11             | Ngày Quốc Tế Nam Giới |
| 20 tháng 11             | Ngày Nhà giáo Việt Nam (1982) |
| 6 tháng 12              | Ngày Thành lập Hội Cựu Chiến binh Việt Nam (1989) |
| 20 tháng 12             | Ngày Thành lập Mặt trận Dân tộc Giải phóng miền Nam Việt Nam (1960) |
| 24 tháng 12 25 tháng 12 | Lễ Giáng Sinh |
| 22 tháng 12             | Ngày thành lập Quân đội Nhân dân Việt Nam (1944) Ngày hội Quốc phòng toàn dân (1989)                                                                                                 |

### Theo âm lịch
| Ngày tháng                                     | Tên                          |
| ---------------------------------------------- | ---------------------------- |
| 15 tháng Giêng                                 | Tết Nguyên Tiêu              |
| 3 tháng 3                                      | Tết Hàn Thực                 |
| Chủ Nhật trong tháng 3 hoặc tháng 4 dương lịch | Lễ Phục Sinh                 |
| 15 tháng 4                                     | Lễ Phật Đản                  |
| 5 tháng 5                                      | Tết Đoan Ngọ                 |
| 15 tháng 7                                     | Tết Trung nguyên / Lễ Vu-lan |
| 15 tháng 8                                     | Tết Trung Thu                |
| 23 tháng Chạp                                  | Ngày Đưa Ông Táo Về Trời     |

Ngoài ra, còn có một số ngày lễ tết âm lịch khác gắn liền với văn hóa tín ngưỡng của dân tộc, có thể kể đến như: Tết ngâu (7 tháng 7 âm lịch); tết hạ nguyên (tết mừng lúa mới) của các dân tộc thiểu số phía bắc, được tổ chức vào rằm tháng 10 hàng năm; Tết thanh minh (thanh minh: trời trong sáng): đi thăm mồ mả của người thân. Tết Thanh minh – thường vào tháng Ba âm lịch – trở thành lễ tảo mộ. Đi thăm mộ, nếu thấy cỏ rậm thì phát quang, đất khuyết lở thì đắp lại cho đầy, v.v. rồi về nhà làm cỗ cúng gia tiên.